# 标签云

一组与Web 2.0相关的标签云

标签云或文字云是关键词的视觉化描述，用于汇总用户生成的标签或一个网站的文字内容。标签一般是独立的词汇，常常按字母顺序排列，其重要程度又能通过改变字体大小或颜色来表现，所以标签云可以灵活地依照字序或热门程度来检索一个标签。
大多数标签本身就是超级链接，直接指向与标签相联的一系列条目。

## 历史
在标签云以权重表的形态出现之前，传统纸质地图早已使用不同大小或粗细的字体来表示城镇的相对面积或重要性。
在英文出版物里，标签云的概念首次以“潜意识文档”（subconscious files）的名字出现在1995年出版的道格拉斯·柯普兰（Douglas Coupland）的《微软信徒》（Microserfs）一书中。
照片分享社区Flickr是首个使用标签云的知名网站，其标签云由网站共同创立者、界面交互设计师斯图尔特·巴特菲尔德（Stewart Butterfield）设计创造，基于Jim Flanagan的Search Referral Zeitgeist，一个分析整理网站参考日志（HTTP referrer）的可视化应用实现。Del.icio.us和Technorati等网站也为标签云的普及起了推动作用。
2009年3月24日，CNN为当晚的安德森库珀360度（Anderson Cooper 360°）节目制作了一个声称是世界最大的文字云，文字云内容来源于当天奥巴马对新闻界发布的声明。

## 分类

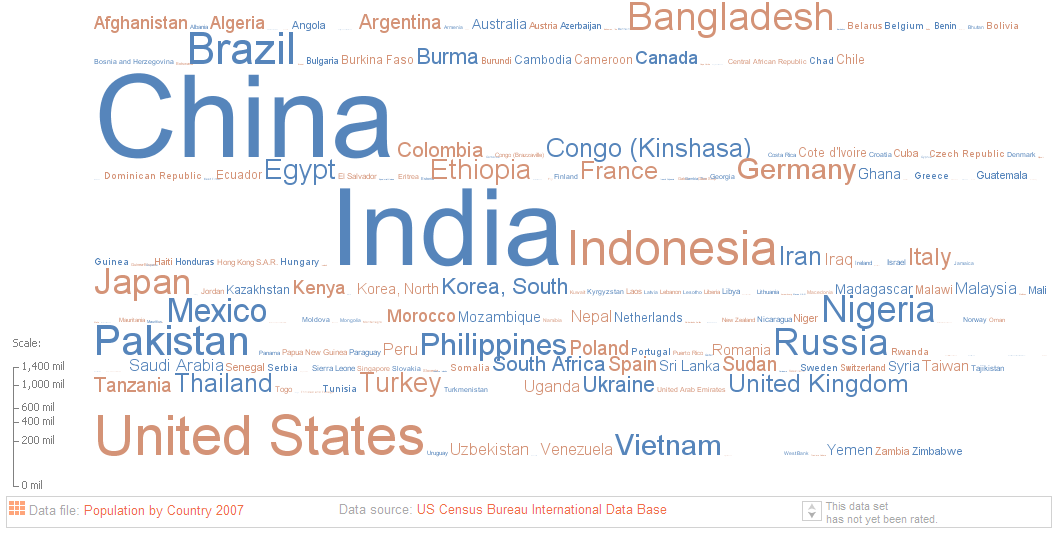
显示世界各国人口数量的数据云，颜色用以区分国家，而字体大小则象征2007年各国的人口数

根据标签云的作用(而非样式)，在应用中可以将其分成三大类。其中，第一类用于描述网站中的每个独立条目，而第二类则着力于从整体上刻画网站所有条目的标签情况：
- 第一类标签云：每一个条目都有自己独立的标签云，标签字体越大，此条目中用户使用过这个标签的次数就越多，在页面公开统计点击且不要求精准数据的情况下十分适用。如Last.fm就是使用了第一类标签云。
- 第二类标签云：网站一般会有一个超大型标签云，标签字体越大，网站里使用过这个标签的条目数就越多。第二类标签云可以显示出标签的热门程度，在实际应用中更为常见，如flickr。
- 第三类标签云：在此类中，标签作为一个数据项目的工具，用于表示在整个集合中里各个项目的数据量的大小。

从广义来说，相似的可视化技术并不限于用于标签云，例如还可以用在文字云或数据云上。

## 样式
大多数标签云通过内嵌HTML元素的方式实现。标签可以按字母次序、重要次序、随机次序等方式排列。部分网站还应用语义分组技术，让内容相联的标签聚拢在一起。

而启发法更可以用于压缩标签云的体积，帮助标签分组。

## 数据云和文字云

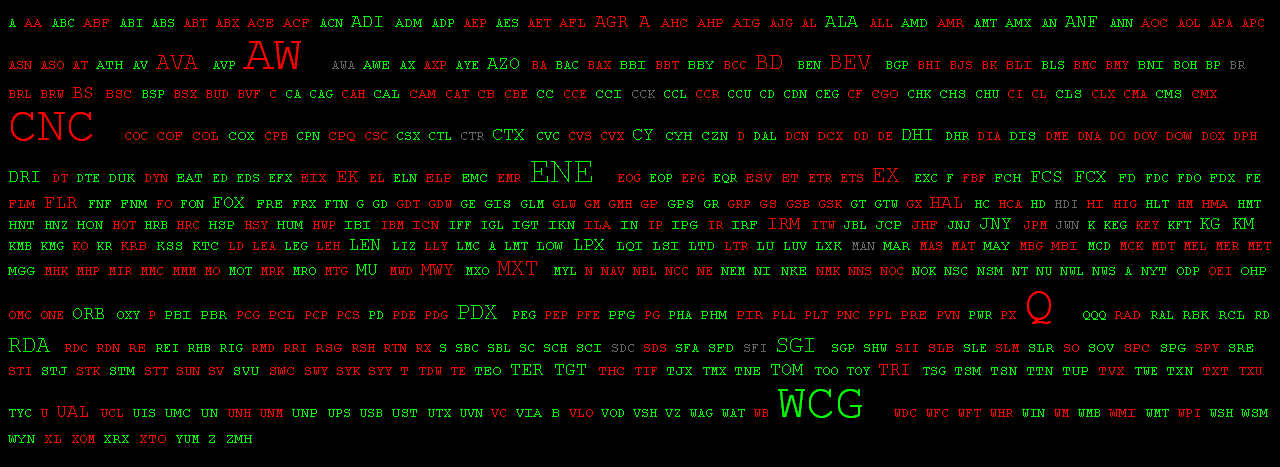
显示股票价格走势的数据云，颜色用来区分涨跌情况，字体用来表现涨跌幅度

数据云用字体的大小和颜色来表现数值，与标签云相似，区别是标签云常用于统计标签出现的频率，而数据云则常于人口统计或证券市场。
 
文字云是可视化的文档用词频率统计权重表，这项技术最近常用于具体化、形象化政治演讲的话题和内容。